# PVK Records
PVK Records was een Brits platenlabel dat bestond rondom het jaar 1980. De afkorting is afkomstig van muziekproducent Peter Vernon-Kell. Het label bestond maar kortstondig en had als voornaamste artiesten Peter Green (de toen ex-gitarist van Fleetwood Mac) en Gordon Giltrap. Green zat toen niet in zijn beste periode. Het bleek een te smalle basis want na een twintigtal uitgaven verdween het label, zoals het gekomen was, stilletjes.  